# 勧修寺教秀
勧修寺 教秀（かじゅうじ のりひで）は、室町時代中期から戦国時代の公卿。勧修寺家第7代当主。武家伝奏を務めた。

## 生涯
第5代当主・経興の子として生まれる。経興の跡は、叔父（経興の弟）の経直が第6代当主となっていたが、のちにこの養子となり、やがて第7代当主となった。
勧修寺家歴代当主の中では初めて足利将軍家からの偏諱の授与を受け、第6代将軍・足利義教から1字を賜って教秀と名乗った。
享徳2年（1453年）に参議、文明3年（1471年）、権大納言に任ぜられる。
明応5年（1496年）、准大臣・従一位に任ぜられた。同年7月11日に71歳で薨去。死後左大臣を贈位された。教秀の次は養父・経直の実子である従兄弟の経茂が第8代当主となった。

## 系譜
- 父：勧修寺経興（1396-1437）
- 母：不詳
- 養父：勧修寺経直（?-1449）
- 正室：飛鳥井雅永の娘
  - 男子：勧修寺政顕（1452-1522）
  - 女子：勧修寺房子 - 後土御門天皇典侍
  - 女子：勧修寺藤子（1464-1535） - 後柏原天皇典侍、豊楽門院、後奈良天皇国母
- 生母不明の子女
  - 男子：松殿忠顕
  - 男子：万里小路賢房
  - 男子：御荘顕賢
  - 女子：今出川公興室
  - 女子：蓮綱兼祐室
  - 三女：三条西実隆室
- 養子
  - 男子：勧修寺経茂（1430-1500） - 勧修寺経直の子